# 1987-es Eurovíziós Dalfesztivál
Az 1987-es Eurovíziós Dalfesztivál volt a harminckettedik Eurovíziós Dalfesztivál, melynek Belgium fővárosa, Brüsszel adott otthont. A helyszín a brüsszeli Palais du Centenaire volt.

## A résztvevők
Egy év kihagyás után tért vissza Olaszország és Görögország, így összesen huszonkettő dal versenyzett, amely az addigi legnagyobb létszám volt. Csak Málta, Marokkó és Monaco nem volt jelen azok közül, akik korábban már legalább egyszer versenyeztek.
Az 1985-ös Eurovíziós Dalfesztivál szereplői közül ketten is visszatértek ebben az évben: az osztrák Gary Lux harmadszor, a német Wind együttes pedig másodszor versenyzett. Utóbbiak a verseny történetének egyetlen előadói, akik kétszer is a második helyen végeztek.
Rajtuk kívül visszatért még az 1980-as Eurovíziós Dalfesztivál ír győztese, Johnny Logan, aki pedig az első énekes lett, aki kétszer is meg tudta nyerni a versenyt.
A versenynek van magyar vonatkozása is: a második helyezett német dal hangszerelője és karmestere a magyar származású Szűcs László (Laszlo Bencker).

## A verseny
Először, és eddig utoljára fordult elő, hogy a versenyt szervező tévétársaság, a vallon RTBF nem képviseltette magát. A belga dalt ugyanis a flamand VRT választotta. (Belgium indulóit minden évben felváltva választották a vallonok és a flamandok.)
A verseny Magyarországon egy nappal a dalfesztivál döntőjét követően volt látható az MTV 2-n. A közvetítés kommentátora Vágó István volt.

## A szavazás
A szavazási rendszer megegyezett az 1980-as versenyen bevezetettel. Minden ország a kedvenc 10 dalára szavazott, melyek 1-8, 10 és 12 pontot kaptak. A szóvivők növekvő sorrendben hirdették ki a pontokat.
Törökország 1983 után másodszor zárta nulla ponttal a versenyt.
Írország a versenyen a harmadik győzelmét aratta, és Johnny Logan korábban az 1980-as Eurovíziós Dalfesztiválról is győztesen távozott. 2023-ig ő volt az egyetlen énekes, aki kétszer is meg tudta nyerni a versenyt, ugyanis a 2023-as Eurovíziós Dalfesztivált a svéd Loreen másodszorra is megnyerte. Később, az 1992-es Eurovíziós Dalfesztiválon a győztes dal szerzőjeként harmadszor is nyert Logan.
A német Wind együttes 1985 után ismét a második helyen végzett. Németországnak ez már a negyedik második helyezése volt ebben az évtizedben. (1980, 1981, 1985 és 1987.)

## Térkép

Részt vevő országok
Országok, melyek korábban részt vettek, de ebben az évben nem

## Eredmények
| #  | Ország             | Nyelv              | Előadó                          | Dal                                    | Magyar fordítás                        | Helyezés | Pontszám |
| -- | ------------------ | ------------------ | ------------------------------- | -------------------------------------- | -------------------------------------- | -------- | -------- |
| 01 | Norvégia           | norvég             | Kate Gulbrandsen                | Mitt liv                               | Az életem                              | 9.       | 65       |
| 02 | Izrael             | héber              | Datner & Kushnir                | Sír habatlaním                         | Naplopók dala                          | 8.       | 73       |
| 03 | Ausztria           | német              | Gary Lux                        | Nur noch Gefühl                        | Csak érzések                           | 20.      | 8        |
| 04 | Izland             | izlandi            | Halla Margrét                   | Hægt og hljótt                         | Lassan és halkan                       | 16.      | 28       |
| 05 | Belgium            | holland, angol     | Liliane Saint-Pierre            | Soldiers of Love                       | A szerelem katonái                     | 11.      | 56       |
| 06 | Svédország         | svéd               | Lotta Engberg                   | Boogaloo                               | —                                      | 12.      | 50       |
| 07 | Olaszország        | olasz              | Umberto Tozzi és Raf            | Gente di mare                          | A tenger népe                          | 3.       | 103      |
| 08 | Portugália         | portugál           | Nevada                          | Neste barco à vela                     | Ezen a vitorláshajón                   | 18.      | 15       |
| 09 | Spanyolország      | spanyol            | Patricia Kraus                  | No estás solo                          | Nem vagy egyedül                       | 19.      | 10       |
| 10 | Törökország        | török              | Seyyal Taner és a Locomotif     | Şarkım sevgi üstüne                    | A dalom a szerelemről                  | 22.      | 0        |
| 11 | Görögország        | görög              | Bang                            | Stop                                   | Állj!                                  | 10.      | 64       |
| 12 | Hollandia          | holland            | Marcha                          | Rechtop in de wind                     | A szélben állva                        | 5.       | 83       |
| 13 | Luxemburg          | francia            | Plastic Bertrand                | Amour, amour                           | Szerelem, szerelem                     | 21.      | 4        |
| 14 | Egyesült Királyság | angol              | Rikki                           | Only the Light                         | Csak a fény                            | 13.      | 47       |
| 15 | Franciaország      | francia            | Christine Minier                | Les mots d’amour n’ont pas de dimanche | A szerelmes szavaknak nincs vasárnapja | 14.      | 44       |
| 16 | Németország        | német              | Wind                            | Lass die Sonne in dein Herz            | Engedd a Napot a szívedbe              | 2.       | 141      |
| 17 | Ciprus             | görög              | Aléxia                          | Ászpro-mávro                           | Fekete-fehér                           | 7.       | 80       |
| 18 | Finnország         | finn               | Vicky Rosti és Boulevard        | Sata salamaa                           | Száz villámlás                         | 15.      | 32       |
| 19 | Dánia              | dán                | Anne-Cathrine Herdorf és Bandjo | En lille melodi                        | Egy kis dal                            | 5.       | 83       |
| 20 | Írország           | angol              | Johnny Logan                    | Hold Me Now                            | Ölelj most át                          | 1.       | 172      |
| 21 | Jugoszlávia        | szerbhorvát, angol | Novi fosili                     | Ja sam za ples                         | Táncolni van kedvem                    | 4.       | 92       |
| 22 | Svájc              | francia            | Carol Rich                      | Moitié, moitié                         | Fele-fele                              | 17.      | 26       |

## Ponttáblázat
|                    | Zsűrik   | Zsűrik | Zsűrik   | Zsűrik | Zsűrik  | Zsűrik     | Zsűrik      | Zsűrik     | Zsűrik        | Zsűrik      | Zsűrik      | Zsűrik    | Zsűrik    | Zsűrik             | Zsűrik        | Zsűrik      | Zsűrik              | Zsűrik     | Zsűrik | Zsűrik   | Zsűrik      | Zsűrik | Zsűrik |
| Össz               | Norvégia | Izrael | Ausztria | Izland | Belgium | Svédország | Olaszország | Portugália | Spanyolország | Törökország | Görögország | Hollandia | Luxemburg | Egyesült Királyság | Franciaország | Németország | Ciprusi Köztársaság | Finnország | Dánia  | Írország | Jugoszlávia | Svájc  |        |
| ------------------ | -------- | ------ | -------- | ------ | ------- | ---------- | ----------- | ---------- | ------------- | ----------- | ----------- | --------- | --------- | ------------------ | ------------- | ----------- | ------------------- | ---------- | ------ | -------- | ----------- | ------ | ------ |
| Norvégia           | 65       |        |          | 4      |         | 7          | 10          | 7          |               | 3           |             |           | 4         |                    |               | 4           | 7                   | 3          | 5      | 3        | 2           |        | 6      |
| Izrael             | 73       | 2      |          | 1      | 5       | 6          | 4           |            | 10            |             |             |           | 3         |                    | 4             | 10          | 8                   |            | 7      |          | 5           |        | 8      |
| Ausztria           | 8        |        |          |        |         |            |             | 1          |               |             |             | 7         |           |                    |               |             |                     |            |        |          |             |        |        |
| Izland             | 28       | 4      |          |        |         | 4          |             |            |               | 4           |             | 6         |           |                    |               |             | 10                  |            |        |          |             |        |        |
| Belgium            | 56       | 5      | 2        | 3      |         |            |             | 6          |               | 7           | 4           |           |           | 5                  | 8             |             | 4                   | 5          | 3      |          |             | 4      |        |
| Svédország         | 50       |        | 12       |        | 8       | 1          |             | 3          | 7             |             | 2           |           |           |                    |               | 3           |                     | 7          |        | 7        |             |        |        |
| Olaszország        | 103      |        | 3        | 6      | 3       | 5          | 1           |            | 12            | 12          | 8           |           |           | 4                  | 1             |             | 12                  | 1          | 4      |          | 12          | 12     | 7      |
| Portugália         | 15       |        |          |        |         |            |             |            |               | 8           |             | 5         |           |                    |               |             | 2                   |            |        |          |             |        |        |
| Spanyolország      | 10       |        |          |        |         |            |             |            |               |             |             | 10        |           |                    |               |             |                     |            |        |          |             |        |        |
| Törökország        | 0        |        |          |        |         |            |             |            |               |             |             |           |           |                    |               |             |                     |            |        |          |             |        |        |
| Görögország        | 64       |        |          |        | 1       | 2          | 6           | 8          |               |             |             |           | 5         | 7                  | 5             | 7           |                     | 12         |        | 6        |             | 5      |        |
| Hollandia          | 83       |        | 5        | 2      |         |            |             | 10         |               | 5           | 7           | 3         |           | 8                  | 3             | 12          |                     |            | 2      | 2        | 6           | 8      | 10     |
| Luxemburg          | 4        |        |          |        |         |            |             |            | 2             |             |             |           |           |                    | 2             |             |                     |            |        |          |             |        |        |
| Egyesült Királyság | 47       |        | 10       | 5      |         | 3          | 5           |            | 3             |             | 3           |           |           | 1                  |               |             |                     | 2          | 1      | 4        | 3           | 2      | 5      |
| Franciaország      | 44       | 1      |          |        | 4       |            |             | 5          |               |             |             | 4         | 1         | 12                 |               |             | 5                   |            |        |          | 10          |        | 2      |
| Németország        | 141      | 3      | 8        | 10     | 12      | 10         | 7           | 4          | 5             | 1           | 6           |           | 10        | 6                  | 10            | 6           |                     | 6          | 10     | 12       | 7           | 7      | 1      |
| Ciprus             | 80       | 6      |          |        | 6       |            | 2           |            |               |             |             | 12        | 2         |                    | 6             | 5           | 3                   |            | 6      | 10       | 8           | 10     | 4      |
| Finnország         | 32       | 10     |          |        |         |            | 3           |            | 4             | 2           |             | 1         | 8         | 2                  |               |             | 1                   |            |        |          |             | 1      |        |
| Dánia              | 83       | 7      | 6        | 7      | 7       |            | 8           | 2          | 1             |             | 1           | 8         | 6         |                    | 7             | 8           |                     |            | 8      |          | 4           |        | 3      |
| Írország           | 172      | 8      | 4        | 12     |         | 12         | 12          | 12         | 8             | 10          | 10          |           | 12        | 10                 | 12            | 1           | 6                   | 8          | 12     | 5        |             | 6      | 12     |
| Jugoszlávia        | 92       | 12     | 7        | 8      | 10      | 8          |             |            | 6             | 6           | 12          | 2         |           |                    |               | 2           |                     | 10         |        | 8        | 1           |        |        |
| Svájc              | 26       |        | 1        |        | 2       |            |             |            |               |             | 5           |           | 7         | 3                  |               |             |                     | 4          |        | 1        |             | 3      |        |

## 12 pontos országok
| Darab | 12 pontos ország                                          |
| ----- | --------------------------------------------------------- |
| 8     | Írország                                                  |
| 5     | Olaszország                                               |
| 2     | Németország, Jugoszlávia                                  |
| 1     | Svédország, Görögország, Hollandia, Franciaország, Ciprus |

## Visszatérő előadók
| Előadó           | Ország      | Előző év(ek)                   |
| ---------------- | ----------- | ------------------------------ |
| Gary Lux         | Ausztria    | 1983 (Westend tagjaként), 1985 |
| Wind             | Németország | 1985                           |
| Alexia Bassiliou | Ciprus      | 1981 (Island tagjaként)        |
| Johnny Logan     | Írország    | 1980 (győztes)                 |